# Sarry (Marne)
Pour les articles homonymes, voir Sarry.
Sarry est une commune française située dans le département de la Marne, en région Grand Est.
Ses habitants sont appelés les Sarrysiens.

## Géographie
Le village est traversé par la Blaise qui fut réuni au Moivre (rivière) depuis le creusement du canal latéral à la Marne et la commune par la Marne (rivière). La route nationale 44 dessert le village.
| Compertrix      | Châlons-en-Champagne, Saint-Memmie | Courtisols       |
| Coolus          | Sarry                              |                  |
| Écury-sur-Coole | Sogny-aux-Moulins                  | Moncetz-Longevas |

### Hydrographie
La commune est dans la région hydrographique « la Seine de sa source au confluent de l'Oise (exclu) » au sein du bassin Seine-Normandie. Elle est drainée par la Marne, le canal latéral à la Marne, Moivre Derivee, la Blaise, le Fossé 01 de la commune de Châlons-sur-Marne,.
La Marne  prend sa source sur le plateau de Langres, dans la commune de Saints-Geosmes (Haute-Marne) et se jette dans la Seine entre Charenton-le-Pont et Alfortville (Val-de-Marne) dans le quartier de Conflans-l'Archevêque. Les caractéristiques hydrologiques de la Marne sont données par la station hydrologique située sur la commune de Sarry. Le débit moyen mensuel est de 73,5 m3/s. Le débit moyen journalier maximum est de 453 m3/s, atteint lors de la crue du 27 janvier 2018. Le débit instantané maximal est quant à lui de 456 m3/s, atteint le même jour.
Le canal latéral à la Marne est un canal, chenal navigable de 67 km reliant Vitry-le-françois à Mardeuil où il se jette dans la Marne. 
La Moivre dérivée, d'une longueur de 12 km, prend sa source dans la commune de Vésigneul-sur-Marne et se jette  dans le Mau à Châlons-en-Champagne, après avoir traversé six communes. 

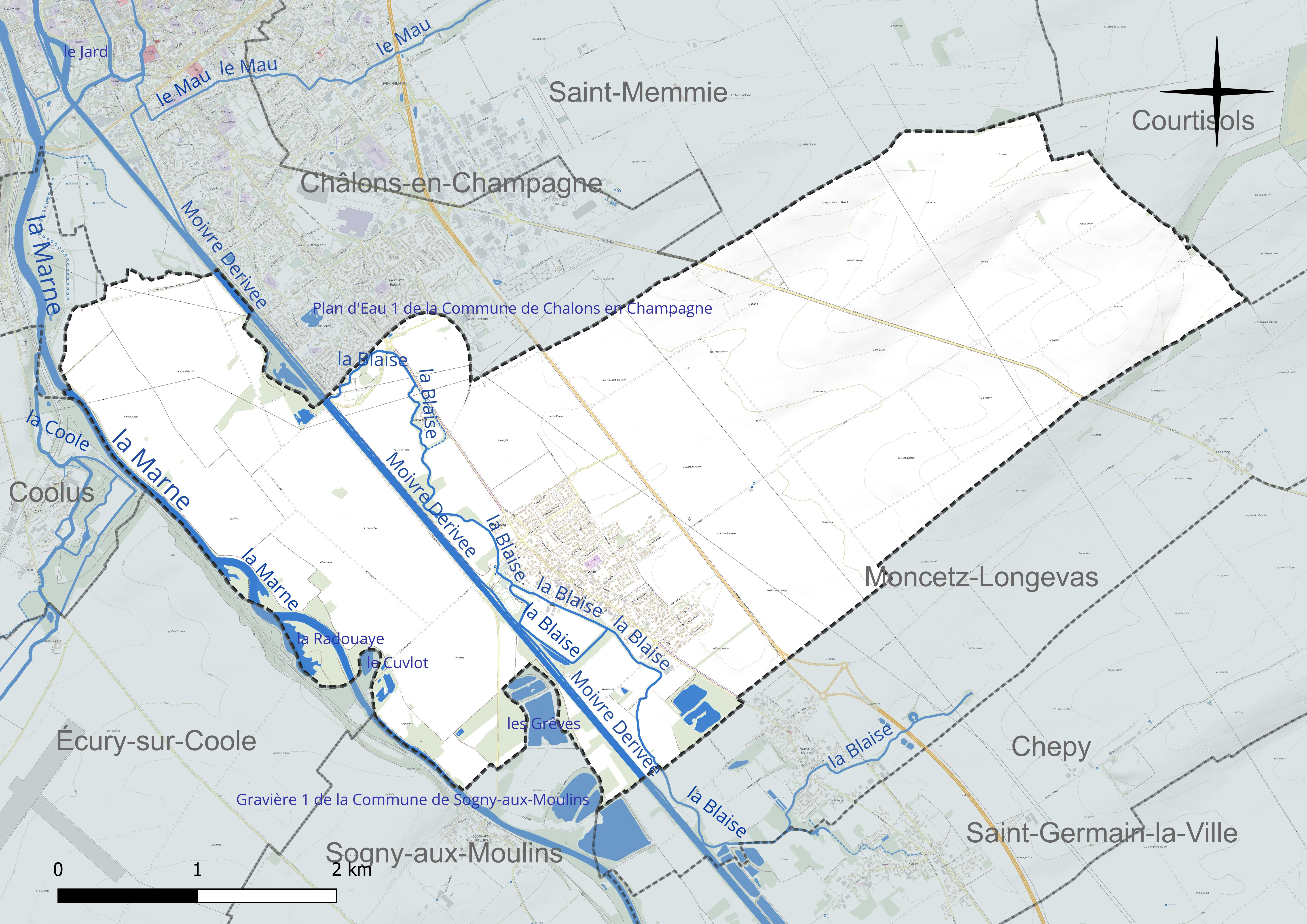
Réseau hydrographique de Sarry.

Trois plans d'eau complètent le réseau hydrographique : la Radouaye, d'une superficie totale de 4,4 ha (3,2 ha sur la commune), le Cuvlot, d'une superficie totale de 1,4 ha (0 ha sur la commune) et les Grêves, d'une superficie totale de 7 ha (0 ha sur la commune),.

### Climat
Pour des articles plus généraux, voir Climat du Grand Est et Climat de la Marne.
En 2010, le climat de la commune est de type climat océanique dégradé des plaines du Centre et du Nord, selon une étude du Centre national de la recherche scientifique s'appuyant sur une série de données couvrant la période 1971-2000. En 2020, Météo-France publie une typologie des climats de la France métropolitaine dans laquelle la commune est exposée à un climat océanique altéré et est dans la région climatique  Nord-est du bassin Parisien, caractérisée par un ensoleillement médiocre, une pluviométrie moyenne régulièrement répartie au cours de l’année et un hiver froid (3 °C). 
Pour la période 1971-2000, la température annuelle moyenne est de 10,5 °C, avec une amplitude thermique annuelle de 16 °C. Le cumul annuel moyen de précipitations est de 676 mm, avec 11,7 jours de précipitations en janvier et 8,4 jours en juillet. Pour la période 1991-2020, la température moyenne annuelle observée sur la station météorologique de Météo-France la plus proche, « Fagnières-Inra », sur la commune de Fagnières à 8 km à vol d'oiseau, est de 11,2 °C et le cumul annuel moyen de précipitations est de 632,3 mm. 
La température maximale relevée sur cette station est de 41,8 °C, atteinte le 25 juillet 2019 ; la température minimale est de −21 °C, atteinte le 6 janvier 1985,,. 
Les paramètres climatiques de la commune ont été estimés pour le milieu du siècle (2041-2070) selon différents scénarios d'émission de gaz à effet de serre à partir des nouvelles projections climatiques de référence DRIAS-2020. Ils sont consultables sur un site dédié publié par Météo-France en novembre 2022.

## Urbanisme

### Typologie
Au 1er janvier 2024, Sarry est catégorisée ceinture urbaine, selon la nouvelle grille communale de densité à sept niveaux définie par l'Insee en 2022.
Elle appartient à l'unité urbaine de Sarry, une unité urbaine monocommunale constituant une ville isolée,. Par ailleurs la commune fait partie de l'aire d'attraction de Châlons-en-Champagne, dont elle est une commune de la couronne,. Cette aire, qui regroupe 97 communes, est catégorisée dans les aires de 50 000 à moins de 200 000 habitants,.

### Occupation des sols
L'occupation des sols de la commune, telle qu'elle ressort de la base de données européenne d’occupation biophysique des sols Corine Land Cover (CLC), est marquée par l'importance des territoires agricoles (91,7 % en 2018), en diminution par rapport à 1990 (94,3 %). La répartition détaillée en 2018 est la suivante : 
terres arables (87,4 %), zones urbanisées (5 %), zones agricoles hétérogènes (4,2 %), forêts (3,1 %), espaces verts artificialisés, non agricoles (0,2 %), prairies (0,1 %). L'évolution de l’occupation des sols de la commune et de ses infrastructures peut être observée sur les différentes représentations cartographiques du territoire : la carte de Cassini (XVIIIe siècle), la carte d'état-major (1820-1866) et les cartes ou photos aériennes de l'IGN pour la période actuelle (1950 à aujourd'hui).

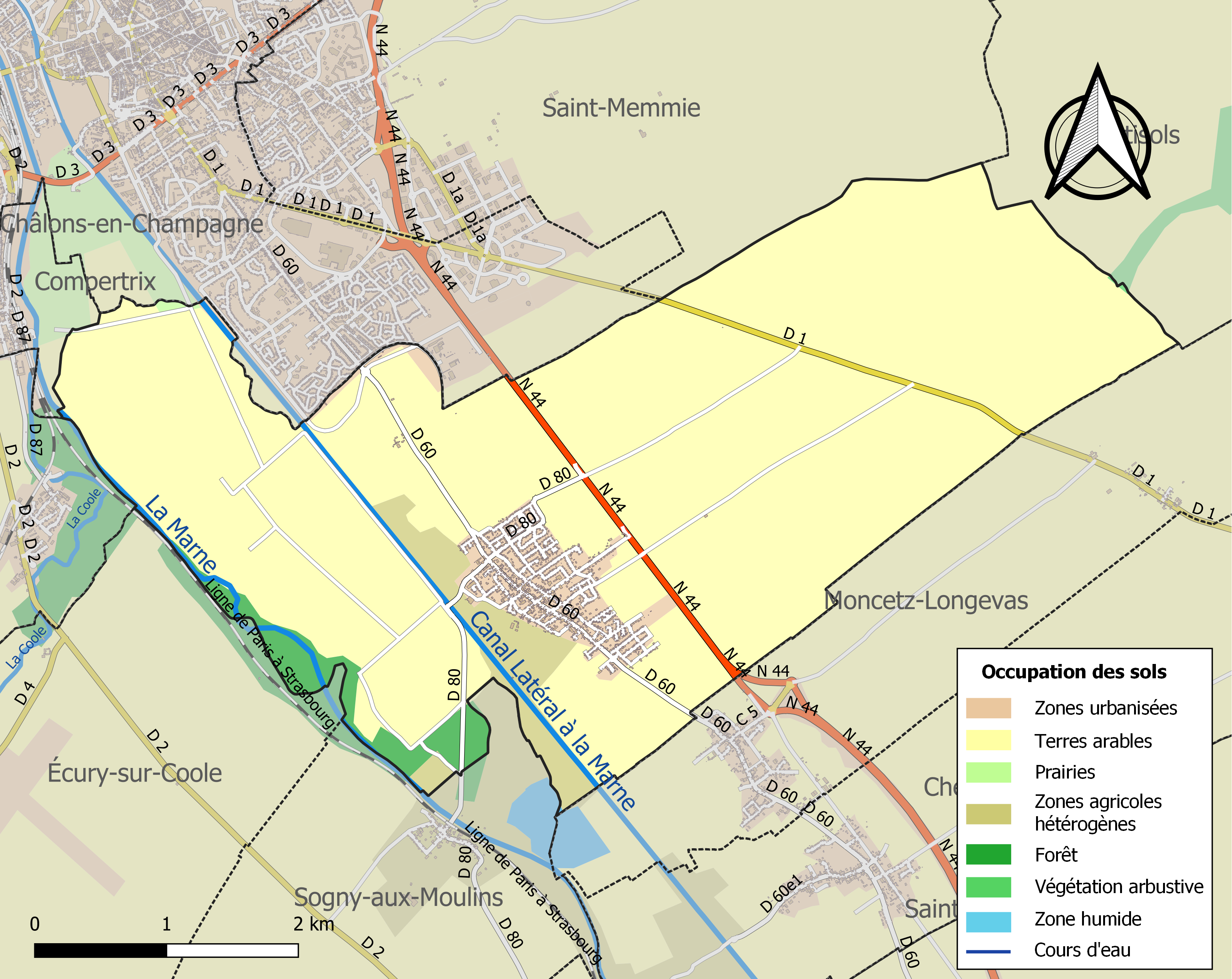
Carte des infrastructures et de l'occupation des sols de la commune en 2018 (CLC).

## Toponymie
Les diverses dénominations de Sarry avant le XVIe siècle :
- Satureiacum          1028 dans la charte de confirmation donnée par Robert II de France à l'abbaye de Saint-Pierre-au-Mont[21] ;
- Sarreium             1123 dans l'accord entre l'abbaye de Toussaint-en-l'Île et le chapitre de la cathédrale Saint-Étienne de Châlons[22]
- Serreium             1127 ;
- Sairei               1131 ;
- Sarrei               1175 ;
- Sarri                1184 ;
- Serreium             1190 ;
- Serris               1278 ;
- Sarreyum             1287 ;
- Sarry                1317 ;
- Sarrey               1331 ;
- Sary                 1406 ;
- Sarrey les Chaalons  1440 ;
- Serry les Chaalons   1445.

## Histoire
Lieu d'habitation ancien comme l'atteste un site d'inhumation néolithique mais aussi la nécropole gauloise de plus de cent quarante inhumations et une tombe à char qui fut découverte au lieu-dit les Auges. Il y avait aussi six bâtiments, huit silos et des puits. Une autre nécropole au lieu-dit le Tabur, le Poirier-Dolent qui fut utilisée entre les Ve et IIIe siècles av. J.-C. Elle comprenait trente-quatre sépultures.

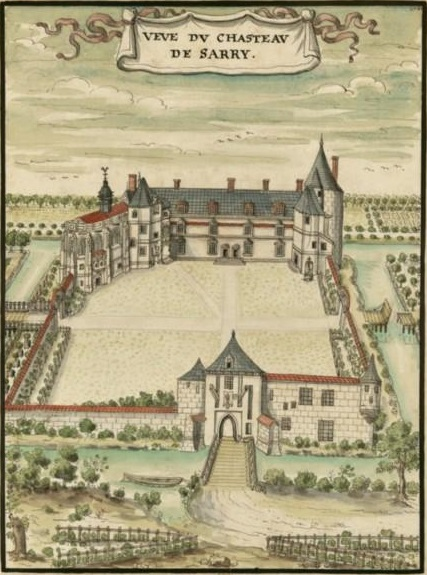
Le château avec son pont levis et porte médiéval, sa chapelle et son parc.

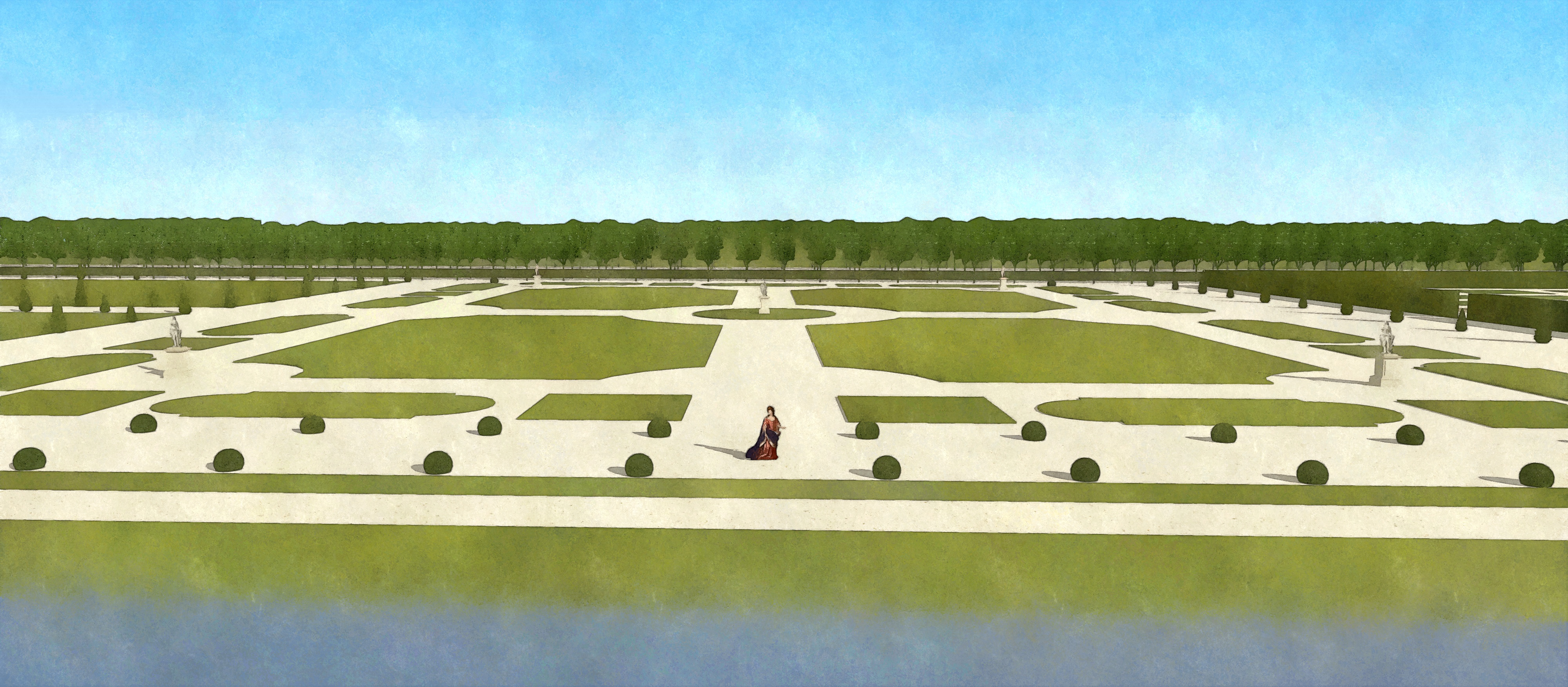
Restitution du parterre à l'anglaise du château de Sarry, fin XVIIe siècle.

Le château de Sarry, si sa date de fondation n'est pas connue, fut de tout temps aux évêques de Châlons. Il fut pris au comte évêque de Châlons Jean de Sarrebruck en 1417 et occupé pendant sept années par les troupes de Thibault de Neufchâtel, frère de Jean de Neufchâtel et seigneur de Montagu qui était nommé par le duc de Bourgogne gouverneur de la ville de Châlons et des environs. Le roi Charles VII de France vint y dormir lorsqu'il résida en la région en 1445. Entre 1470 et 1471, l'évêque Geoffroy III de Saint Géran le rebâtir entièrement. En 1544, Charles Quint campant sur le lieu-dit Mont-l'évêque pilla et brûla le château, ses troupes allant harceler la ville de Châlons. En 1546, alors que le château était dans les mains des Réformés, le maréchal de Brissac le reprit. La reine Catherine de Médicis y résida en 1585 le temps de rencontrer les chefs de la Ligue. La chapelle fut rebâtie par Mgr Félix III Vialart de Herse et la route droite du château aux bâtiments de l'évêque à Châlons le fut par Louis Antoine de Noailles.

## Politique et administration

### Découpages administratifs
À sa création, la commune de Sarry est incluse dans le canton de Pogny. En 1801, elle rejoint de la canton de Marson dans l'arrondissement de Châlons-en-Champagne. Dans le cadre du redécoupage cantonal de 2014 en France, la commune fait désormais partie du canton de Châlons-en-Champagne-3.

### Intercommunalité
Sarry fait partie de la communauté d'agglomération « Cités en Champagne ».

### Liste des maires
| Période                                  | Période               | Identité                                     | Étiquette | Qualité                     |
| ---------------------------------------- | --------------------- | -------------------------------------------- | --------- | --------------------------- |
| octobre 1840                             | août 1848             | Jean-Baptiste Brisset                        |           |                             |
| août 1848                                | janvier 1878          | Benoît Brisset-Flot                          |           |                             |
| janvier 1878                             | mai 1896              | Henry-Auguste Frison                         |           |                             |
| mai 1896                                 | 1916 (décès)          | Ernest Salleron                              |           |                             |
| 1916                                     | décembre 1919         | Jules Thiébaut                               |           |                             |
| décembre 1919                            | mai 1945              | Henri Maillet                                |           |                             |
| mai 1945                                 | décembre 1948         | André Bimbert                                |           |                             |
| décembre 1948                            | décembre 1970 (décès) | Jean Renault                                 |           |                             |
| décembre 1970                            | mars 1971             | Fernand Laurent                              |           |                             |
| mars 1971                                | mars 1977             | Maurice Flot                                 |           |                             |
| mars 1977                                | mars 2001             | Michel Laurent                               |           | Avoué puis clerc d'huissier |
| mars 2001                                | mars 2014             | Michel Lallement                             | DVG       |                             |
| mars 2014                                | En cours              | Hervé Maillet Réélu pour le mandat 2020-2026 | DVG       | Agriculteur                 |
| Les données manquantes sont à compléter. |                       |                                              |           |                             |

## Démographie
Les habitants de la commune sont les Sarrysiens et les Sarrysiennes.
L'évolution du nombre d'habitants est connue à travers les recensements de la population effectués dans la commune depuis 1793. Pour les communes de moins de 10 000 habitants, une enquête de recensement portant sur toute la population est réalisée tous les cinq ans, les populations de référence des années intermédiaires étant quant à elles estimées par interpolation ou extrapolation. Pour la commune, le premier recensement exhaustif entrant dans le cadre du nouveau dispositif a été réalisé en 2008.

En 2022, la commune comptait 2 028 habitants, en évolution de −1,27 % par rapport à 2016 (Marne : −1,19 %, France hors Mayotte : +2,11 %).
| 1793 | 1800 | 1806 | 1821 | 1831 | 1836 | 1841 | 1846 | 1851 |
| ---- | ---- | ---- | ---- | ---- | ---- | ---- | ---- | ---- |
| 602  | 571  | 538  | 583  | 610  | 602  | 580  | 658  | 662  |

| 1856 | 1861 | 1866 | 1872 | 1876 | 1881 | 1886 | 1891 | 1896 |
| ---- | ---- | ---- | ---- | ---- | ---- | ---- | ---- | ---- |
| 622  | 623  | 597  | 566  | 569  | 579  | 559  | 545  | 525  |

| 1901 | 1906 | 1911 | 1921 | 1926 | 1931 | 1936 | 1946 | 1954 |
| ---- | ---- | ---- | ---- | ---- | ---- | ---- | ---- | ---- |
| 561  | 571  | 547  | 539  | 509  | 504  | 572  | 541  | 507  |

| 1962 | 1968 | 1975  | 1982  | 1990  | 1999  | 2006  | 2008  | 2013  |
| ---- | ---- | ----- | ----- | ----- | ----- | ----- | ----- | ----- |
| 563  | 585  | 1 060 | 1 401 | 2 084 | 2 085 | 2 071 | 2 067 | 2 084 |

| 2018  | 2022  | - | - | - | - | - | - | - |
| ----- | ----- | - | - | - | - | - | - | - |
| 2 037 | 2 028 | - | - | - | - | - | - | - |

## Culture et patrimoine

### Lieux et monuments

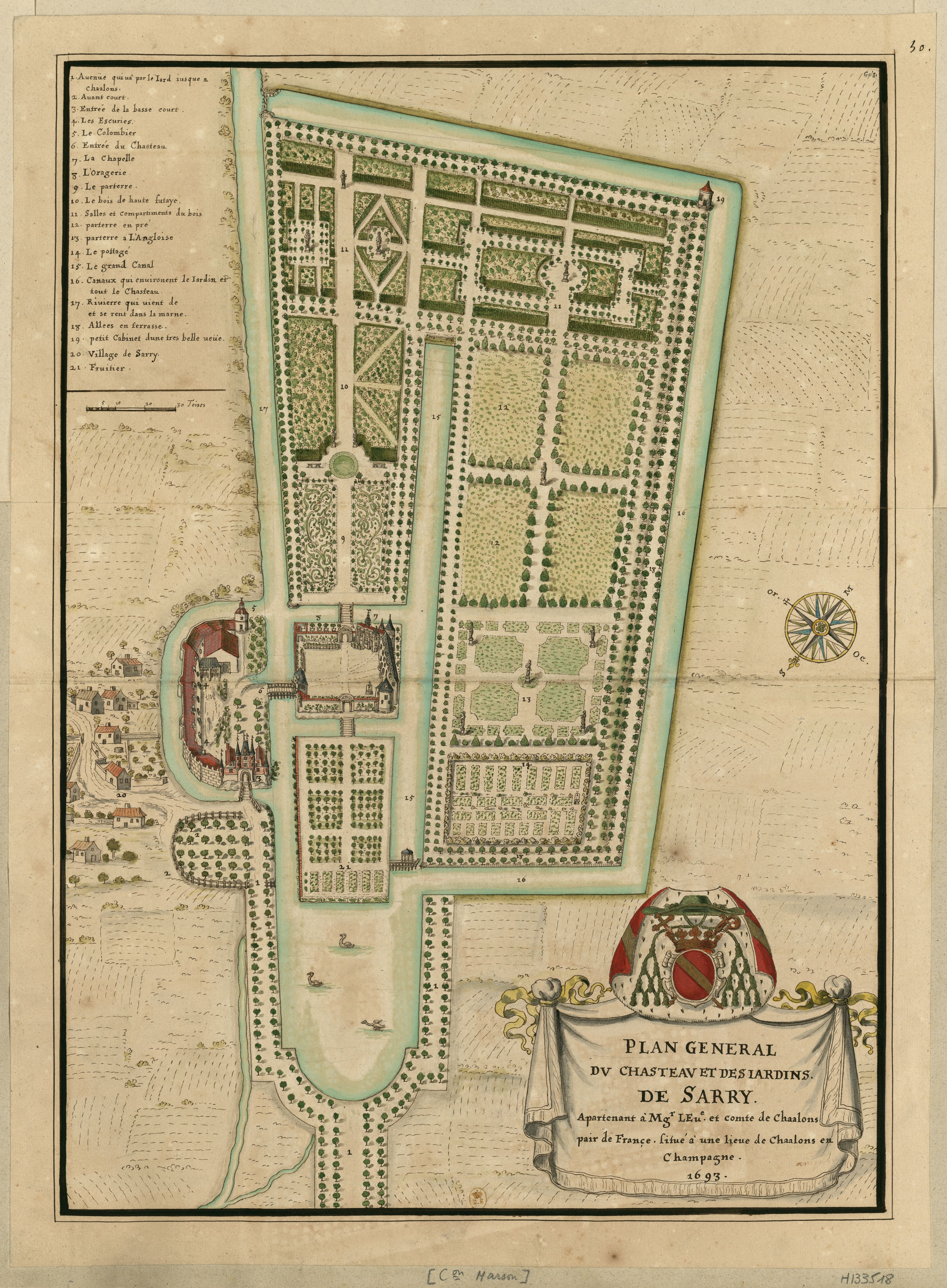
Carte du château des évêques de Châlons, parc à la française.

- L'église Saint-Julien, construite vers 1200 en style gothique. Au-dessus s'élève un clocher octogonal, en charpente, construit en 1779 à la place d'une tour en pierre. Elle possède un porche-galerie avec deux statues colonnes provenant du cloître de l'église Notre-Dame-en-Vaux de Châlons-en-Champagne et de beaux chapiteaux. Elle est classée monument historique depuis le 15 décembre 1911[36]. L'orgue de l'église date de 1821. Son buffet est en chêne et bois blanc tandis que la partie instrumentale est faite de sapin, d'ébène, d'ivoire, de fer et d'étain. L'ensemble est inscrit sur la liste des monuments historiques au titre objet depuis la fin des années 1970[37],[38],[39].
- Vestiges de l'ancien château des évêques de Châlons, détruit en grande partie pendant la Révolution française[32]. Du mobilier comme les fauteuils racontent les Fables de La Fontaine. Ils sont conservés au musée des beaux-arts et d'archéologie de Châlons-en-Champagne. Voltaire y séjourna en 1745, 1748 et 1749[40].

La Bibliothèque nationale de France, conserve un dessin légendé Chateau de Sarry, maison de plaisance de Mgr l'évêque de Châlon provenant du collectionneur Rg Gainières'Roger de Gaignières.

### Personnalités liées à la commune
- Anne-Antoine-Jules de Clermont-Tonnerre, évêque de Châlons d'avril 1782 à juillet 1790.

### Héraldique
| Blason de Sarry | Blason  | Écartelé de gueules à quatre fleurs de lys d'or, et d'azur à six besants d'or ordonnés 3 et 3. |
| Blason de Sarry | Détails | Le statut officiel du blason reste à déterminer.                                               |